# كدية بني دغوغ
كدية بني دغوغ هي قرية مغربية غرب المملكة. تنتمي كدية بني دغوغ لإقليم سيدي بنور. تضم هذه القرية 15.506 نسمة (إحصاء 2004).